# Visions 2001
Visions 2001 is een studioalbum van Gandalf. Het album bestaat uit twee compact discs. De eerste bevat  nieuwe muziek die hij heeft opgenomen gedurende de periode van februari tot en met augustus 2000. De tweede bevat nummers uit de periode tussen 1980 en 1999, die in deze versies nooit eerder op compact disc waren verschenen. Het deel met nieuwe muziek is opgenomen in de Seagull Music-geluidsstudio. 

## Cd1

### Musici
- Gandalf – alle muziekinstrumenten, behalve
- Toni Burger – viool  op tracks 1.2 en 1.5
- Peter Aschenbrenner – blaasinstrumenten op tracks 2, 5, 11, 16
- Robert Julian Horky – blaasinstrumenten op tracks 4, 8
- Wolfgang Wograndl – basgitaar op 4 en 11
- Christian Strobl – percussie op 4, 11 en 14
- JuliaMartins – zang op 10

### Muziek
De muziek is net als op het album Visions geïnspireerd of het boek In de ban van de ring van J.R.R. Tolkien, aan wie dit album tevens is opgedragen

| Nr. | Titel                                   | Duur |
| --- | --------------------------------------- | ---- |
| 1.  | The magician’s return                   | 1:49 |
| 2.  | A long-expected birthday-party          | 6:15 |
| 3.  | Anduin- the great river                 | 5:41 |
| 4.  | Weathertop – Flight to the ford         | 5:48 |
| 5.  | In safety at Elrond’s house             | 5:19 |
| 6.  | Galadriel’s mirror                      | 1:19 |
| 7.  | The fellowship of the ring              | 3:59 |
| 8.  | Moria – a journey in the dark           | 6:19 |
| 9.  | Lothlorien – the golden wood            | 4:01 |
| 10. | Just go on believing                    | 5:15 |
| 11. | Out of doubt – out of darkness          | 6:55 |
| 12. | Creeping shades of Mordor               | 1:55 |
| 13. | At the crossroads to the land of shadow | 2;38 |
| 14. | A long and uncertain road               | 6:01 |
| 15. | Orodruin – mountain of fire             | 5:28 |
| 16. | The battle’s over – many partings       | 3:24 |
| 17. | Just go on believing (dance-mix)        | 5:21 |

## Cd2

### Musici
- Gandalf – alle muziekinstrumenten, behalve
- Orkest van de verenigde theaters in Wenen – orkest op track 1
- Wolfgang Krsek – piano track 1, 4
- Gernot Ursin – percussie track 1, 4
- Emily Burridge – zang en cello op track 3
- Peter Aschenbrenner – blaasinstrumenten op track 3, 5, 8, 15
- Robert Julian Horky – blaasinstrumenten op track 4
- Erich Buchebner – gitaar op track 8
- Toni Mühlhoffer – slagwerk op track 8
- Pippa Armstrong – zang op track 9
- Steve Hackett – gitaar op track 14
- Sepp Pichler – uillean pipes op track 15
- Tracy Hitchings – zang op track 16
- Julia Martins, Dhafer Youssef – zang op track 19

### Muziek
| Nr. | Titel                                  | Duur |
| --- | -------------------------------------- | ---- |
| 1.  | Mirages upon a desert of sand (part 4) | 4:27 |
| 2.  | The peaceful village                   | 5:12 |
| 3.  | The power of nature                    | 3:21 |
| 4.  | Mysterious creatures                   | 3:09 |
| 5.  | Just for you                           | 3:42 |
| 6.  | Spiritual dawn                         | 2:39 |
| 7.  | Colours of the earth                   | 3:27 |
| 8.  | The river of realization (part 1)      | 4:09 |
| 9.  | The shining                            | 4;16 |
| 10. | Dreamscapes (part 1)                   | 3:42 |
| 11. | Invisible power                        | 3:29 |
| 12. | The ancient secret path                | 3:10 |
| 13. | Maintheme from Labyrinth               | 3:18 |
| 14. | Face in the mirror                     | 4:26 |
| 15. | The lonesome wanderer                  | 3:46 |
| 16. | Aquarius                               | 3:32 |
| 17. | Cosmic circle dance (singleversie)     | 3:20 |
| 18. | Echoes from ancient dreams (part 1)    | 3:43 |
| 19. | Samsara                                | 3:48 |